# Jalovec (Trenčín)
Jalovec (in ungherese Parlag, in tedesco Jalowetz) è un comune della Slovacchia facente parte del distretto di Prievidza, nella regione di Trenčín.
Fu menzionato per la prima volta in un documento storico nel 1430.